# Liste des anciennes communes d'Ille-et-Vilaine
Cette page a pour objectif de retracer toutes les modifications communales dans le département d'Ille-et-Vilaine : les anciennes communes qui ont existé depuis la Révolution française, ainsi que les créations, les modifications officielles de nom, ainsi que les échanges de territoires entre communes.
Le nombre de communes n'a que peu fluctué dans le département d'Ille-et-Vilaine. Comme les autres départements bretons, il est vrai que le département, relativement étendu, avait été découpé en un petit nombre de communes à la Révolution. De 351 communes en 1800, le département en dénombrait encore 353 en 2010. Depuis lors, l'adoption de la loi NOTRe a rapproché plusieurs municipalités, en réduisant le nombre à 332 (au 1er janvier 2025).
On peut noter quelques regroupements marquants en milieu urbain, comme la formation du "grand" Saint-Malo en 1967. À l'inverse, des créations de communes ont eu lieu jusqu'à récemment (après la Seconde Guerre mondiale), la dernière étant même très peu ancienne (Pont-Péan, en 1985).

## Fusions
| Nom de la nouvelle commune | Communes réunies                                                                        | Régime                                                               | Date (et nature) de la décision                    | Date d'effet              |
| -------------------------- | --------------------------------------------------------------------------------------- | -------------------------------------------------------------------- | -------------------------------------------------- | ------------------------- |
| La Chapelle-Fleurigné      | La Chapelle-Janson                                                                      | commune nouvelle (avec communes déléguées)                           | 26 septembre 2023 (Arrêté) 4 octobre 2023 (Arrêté) | 1er janvier 2024          |
| La Chapelle-Fleurigné      | Fleurigné                                                                               | commune nouvelle (avec communes déléguées)                           | 26 septembre 2023 (Arrêté) 4 octobre 2023 (Arrêté) | 1er janvier 2024          |
| Mesnil-Roc'h               | Saint-Pierre-de-Plesguen                                                                | commune nouvelle (avec communes déléguées)                           | 11 décembre 2018 (Arrêté)                          | 1er janvier 2019          |
| Mesnil-Roc'h               | Lanhélin                                                                                | commune nouvelle (avec communes déléguées)                           | 11 décembre 2018 (Arrêté)                          | 1er janvier 2019          |
| Mesnil-Roc'h               | Tressé                                                                                  | commune nouvelle (avec communes déléguées)                           | 11 décembre 2018 (Arrêté)                          | 1er janvier 2019          |
| Montauban-de-Bretagne      | Montauban-de-Bretagne                                                                   | commune nouvelle (avec communes déléguées)                           | 11 décembre 2018 (Arrêté)                          | 1er janvier 2019          |
| Montauban-de-Bretagne      | Saint-M'Hervon                                                                          | commune nouvelle (avec communes déléguées)                           | 11 décembre 2018 (Arrêté)                          | 1er janvier 2019          |
| Piré-Chancé                | Piré-sur-Seiche                                                                         | commune nouvelle (avec communes déléguées)                           | 11 décembre 2018 (Arrêté)                          | 1er janvier 2019          |
| Piré-Chancé                | Chancé                                                                                  | commune nouvelle (avec communes déléguées)                           | 11 décembre 2018 (Arrêté)                          | 1er janvier 2019          |
| Rives-du-Couesnon          | Saint-Jean-sur-Couesnon                                                                 | commune nouvelle (avec communes déléguées)                           | 17 octobre 2018 (Arrêté) 15 novembre 2018 (Arrêté) | 1er janvier 2019          |
| Rives-du-Couesnon          | Saint-Georges-de-Chesné                                                                 | commune nouvelle (avec communes déléguées)                           | 17 octobre 2018 (Arrêté) 15 novembre 2018 (Arrêté) | 1er janvier 2019          |
| Rives-du-Couesnon          | Saint-Marc-sur-Couesnon                                                                 | commune nouvelle (avec communes déléguées)                           | 17 octobre 2018 (Arrêté) 15 novembre 2018 (Arrêté) | 1er janvier 2019          |
| Rives-du-Couesnon          | Vendel                                                                                  | commune nouvelle (avec communes déléguées)                           | 17 octobre 2018 (Arrêté) 15 novembre 2018 (Arrêté) | 1er janvier 2019          |
| Luitré-Dompierre           | Luitré                                                                                  | commune nouvelle (avec communes déléguées)                           | 17 octobre 2018 (Arrêté)                           | 1er janvier 2019          |
| Luitré-Dompierre           | Dompierre-du-Chemin                                                                     | commune nouvelle (avec communes déléguées)                           | 17 octobre 2018 (Arrêté)                           | 1er janvier 2019          |
| Saint-Marc-le-Blanc        | Saint-Marc-le-Blanc                                                                     | commune nouvelle (avec communes déléguées)                           | 17 octobre 2018 (Arrêté)                           | 1er janvier 2019          |
| Saint-Marc-le-Blanc        | Baillé                                                                                  | commune nouvelle (avec communes déléguées)                           | 17 octobre 2018 (Arrêté)                           | 1er janvier 2019          |
| Val-Couesnon               | Antrain                                                                                 | commune nouvelle (avec communes déléguées)                           | 28 septembre 2018 (Arrêté)                         | 1er janvier 2019          |
| Val-Couesnon               | La Fontenelle                                                                           | commune nouvelle (avec communes déléguées)                           | 28 septembre 2018 (Arrêté)                         | 1er janvier 2019          |
| Val-Couesnon               | Saint-Ouen-la-Rouërie                                                                   | commune nouvelle (avec communes déléguées)                           | 28 septembre 2018 (Arrêté)                         | 1er janvier 2019          |
| Val-Couesnon               | Tremblay                                                                                | commune nouvelle (avec communes déléguées)                           | 28 septembre 2018 (Arrêté)                         | 1er janvier 2019          |
| Les Portes du Coglais      | Montours                                                                                | commune nouvelle (avec communes déléguées)                           | 30 septembre 2016 (Arrêté)                         | 1er janvier 2017          |
| Les Portes du Coglais      | Coglès                                                                                  | commune nouvelle (avec communes déléguées)                           | 30 septembre 2016 (Arrêté)                         | 1er janvier 2017          |
| Les Portes du Coglais      | La Selle-en-Coglès                                                                      | commune nouvelle (avec communes déléguées)                           | 30 septembre 2016 (Arrêté)                         | 1er janvier 2017          |
| Maen Roch                  | Saint-Brice-en-Coglès                                                                   | commune nouvelle (avec communes déléguées)                           | 29 août 2016 (Arrêté)                              | 1er janvier 2017          |
| Maen Roch                  | Saint-Étienne-en-Coglès                                                                 | commune nouvelle (avec communes déléguées)                           | 29 août 2016 (Arrêté)                              | 1er janvier 2017          |
| Val d'Anast                | Maure-de-Bretagne                                                                       | commune nouvelle (avec communes déléguées)                           | 29 août 2016 (Arrêté)                              | 1er janvier 2017          |
| Val d'Anast                | Campel                                                                                  | commune nouvelle (avec communes déléguées)                           | 29 août 2016 (Arrêté)                              | 1er janvier 2017          |
| Châteaugiron               | Châteaugiron                                                                            | commune nouvelle (avec communes déléguées)                           | 13 juin 2016 (Arrêté)                              | 1er janvier 2017          |
| Châteaugiron               | Ossé                                                                                    | commune nouvelle (avec communes déléguées)                           | 13 juin 2016 (Arrêté)                              | 1er janvier 2017          |
| Châteaugiron               | Saint-Aubin-du-Pavail                                                                   | commune nouvelle (avec communes déléguées)                           | 13 juin 2016 (Arrêté)                              | 1er janvier 2017          |
| La Chapelle du Lou du Lac  | La Chapelle-du-Lou                                                                      | commune nouvelle (SANS communes déléguées depuis le 1-9-2020)        | 23 septembre 2015 (Arrêté)                         | 1er janvier 2016          |
| La Chapelle du Lou du Lac  | Le Lou-du-Lac                                                                           | commune nouvelle (SANS communes déléguées depuis le 1-9-2020)        | 23 septembre 2015 (Arrêté)                         | 1er janvier 2016          |
| Guipry-Messac              | Messac                                                                                  | commune nouvelle (SANS communes déléguées depuis le 1-3-2020)        | 23 juillet 2015 (Arrêté)                           | 1er janvier 2016          |
| Guipry-Messac              | Guipry                                                                                  | commune nouvelle (SANS communes déléguées depuis le 1-3-2020)        | 23 juillet 2015 (Arrêté)                           | 1er janvier 2016          |
| Noyal-Châtillon-sur-Seiche | Noyal-sur-Seiche                                                                        | fusion simple                                                        | 1er décembre 1992 (Arrêté)                         | 1er janvier 1993          |
| Noyal-Châtillon-sur-Seiche | Châtillon-sur-Seiche                                                                    | fusion simple                                                        | 1er décembre 1992 (Arrêté)                         | 1er janvier 1993          |
| La Chapelle-de-Brain       | La Chapelle-Saint-Melaine                                                               | fusion association (fusion simple depuis le 12-2-2020)               | 18 juin 1976 (Arrêté)                              | 1er juillet 1976          |
| La Chapelle-de-Brain       | Brain-sur-Vilaine                                                                       | fusion association (fusion simple depuis le 12-2-2020)               | 18 juin 1976 (Arrêté)                              | 1er juillet 1976          |
| Domagné                    | Domagné                                                                                 | fusion association                                                   | 18 décembre 1973 (Arrêté)                          | 1er janvier 1974          |
| Domagné                    | Chaumeré                                                                                | fusion association                                                   | 18 décembre 1973 (Arrêté)                          | 1er janvier 1974          |
| Hédé                       | Hédé                                                                                    | fusion association (fusion simple depuis le 1-1-2011, pour Bazouges) | 25 juin 1973 (Arrêté)                              | 1er juillet 1973          |
| Hédé                       | Bazouges-sous-Hédé                                                                      | fusion association (fusion simple depuis le 1-1-2011, pour Bazouges) | 25 juin 1973 (Arrêté)                              | 1er juillet 1973          |
| Hédé                       | Saint-Symphorien (commune rétablie en 2008)                                             | fusion association (fusion simple depuis le 1-1-2011, pour Bazouges) | 25 juin 1973 (Arrêté)                              | 1er juillet 1973          |
| Châteaubourg               | Châteaubourg                                                                            | fusion association (fusion simple depuis le 1-1-2014)                | 22 mars 1973 (Arrêté)                              | 1er avril 1973            |
| Châteaubourg               | Broons-sur-Vilaine                                                                      | fusion association (fusion simple depuis le 1-1-2014)                | 22 mars 1973 (Arrêté)                              | 1er avril 1973            |
| Châteaubourg               | Saint-Melaine                                                                           | fusion association (fusion simple depuis le 1-1-2014)                | 22 mars 1973 (Arrêté)                              | 1er avril 1973            |
| Châteaugiron               | Châteaugiron                                                                            | fusion simple                                                        | 22 février 1971 (Arrêté)                           | 1er mars 1971             |
| Châteaugiron               | Veneffles                                                                               | fusion simple                                                        | 22 février 1971 (Arrêté)                           | 1er mars 1971             |
| Saint-Malo                 | Saint-Malo                                                                              | fusion                                                               | 26 octobre 1967 (Décret)                           | 30 octobre 1967           |
| Saint-Malo                 | Paramé                                                                                  | fusion                                                               | 26 octobre 1967 (Décret)                           | 30 octobre 1967           |
| Saint-Malo                 | Saint-Servan-sur-Mer                                                                    | fusion                                                               | 26 octobre 1967 (Décret)                           | 30 octobre 1967           |
| Le Rheu                    | Le Rheu                                                                                 | fusion                                                               | 19 février 1965 (Arrêté)                           | 1er mars 1965             |
| Le Rheu                    | Moigné                                                                                  | fusion                                                               | 19 février 1965 (Arrêté)                           | 1er mars 1965             |
| Lohéac                     | Lohéac                                                                                  | fusion                                                               | 4 juin 1845 (Loi)                                  | 4 juin 1845 (Loi)         |
| Lohéac                     | Saint-Germain-des-Prés                                                                  | fusion                                                               | 4 juin 1845 (Loi)                                  | 4 juin 1845 (Loi)         |
| Domagné                    | Domagné                                                                                 | fusion                                                               | 24 juin 1840 (Ordonnance)                          | 24 juin 1840 (Ordonnance) |
| Domagné                    | La Valette                                                                              | fusion                                                               | 24 juin 1840 (Ordonnance)                          | 24 juin 1840 (Ordonnance) |
| La Gouesnière              | La Gouesnière                                                                           | fusion                                                               | 1829                                               | 1829                      |
| La Gouesnière              | Bonaban                                                                                 | fusion                                                               | 1829                                               | 1829                      |
| Pleine-Fougères            | Pleine-Fougères                                                                         | fusion                                                               | 1804                                               | 1804                      |
| Pleine-Fougères            | Cendres (1 partie) (l'autre partie est rattachée à Pontorson, département de la Manche) | fusion                                                               | 1804                                               | 1804                      |
| Andouillé-Neuville         | Andouillé                                                                               | fusion                                                               | 1790-1794                                          | 1790-1794                 |
| Andouillé-Neuville         | Neuville                                                                                | fusion                                                               | 1790-1794                                          | 1790-1794                 |
| Dol                        | Dol                                                                                     | fusion                                                               | 1790-1794                                          | 1790-1794                 |
| Dol                        | L'Abbaye                                                                                | fusion                                                               | 1790-1794                                          | 1790-1794                 |
| Dol                        | Carfantain                                                                              | fusion                                                               | 1790-1794                                          | 1790-1794                 |
| Epiniac                    | Epiniac                                                                                 | fusion                                                               | 1790-1794                                          | 1790-1794                 |
| Epiniac                    | Saint-Léonard                                                                           | fusion                                                               | 1790-1794                                          | 1790-1794                 |
| La Guerche                 | La Guerche                                                                              | fusion                                                               | 1790-1794                                          | 1790-1794                 |
| La Guerche                 | Rannée (commune rétablie en 1900)                                                       | fusion                                                               | 1790-1794                                          | 1790-1794                 |
| Hirel                      | Hirel                                                                                   | fusion                                                               | 1790-1794                                          | 1790-1794                 |
| Hirel                      | Vildé-la-Marine                                                                         | fusion                                                               | 1790-1794                                          | 1790-1794                 |
| Montfort                   | Montfort                                                                                | fusion                                                               | 1790-1794                                          | 1790-1794                 |
| Montfort                   | Coulon                                                                                  | fusion                                                               | 1790-1794                                          | 1790-1794                 |
| Paramé                     | Paramé                                                                                  | fusion                                                               | 1790-1794                                          | 1790-1794                 |
| Paramé                     | Saint-Ideuc                                                                             | fusion                                                               | 1790-1794                                          | 1790-1794                 |
| Pleurtuit                  | Pleurtuit                                                                               | fusion                                                               | 1790-1794                                          | 1790-1794                 |
| Pleurtuit                  | Le Minihic-sur-Rance (commune rétablie en 1849)                                         | fusion                                                               | 1790-1794                                          | 1790-1794                 |
| Québriac                   | Québriac                                                                                | fusion                                                               | 1790-1794                                          | 1790-1794                 |
| Québriac                   | Saint-Méloir-des-Bois                                                                   | fusion                                                               | 1790-1794                                          | 1790-1794                 |
| Roz-Landrieux              | Roz-Landrieux                                                                           | fusion                                                               | 1790-1794                                          | 1790-1794                 |
| Roz-Landrieux              | Vildé-Bidon                                                                             | fusion                                                               | 1790-1794                                          | 1790-1794                 |

## Créations et rétablissements
| Nom de la commune créée   | Commune affectée       | Mode de création              | Date (et nature) de la décision | Date d'effet             |
| ------------------------- | ---------------------- | ----------------------------- | ------------------------------- | ------------------------ |
| Saint-Symphorien          | Hédé                   | Démembrement (rétablissement) | 12 mars 2007 (Arrêté)           | 1er janvier 2008         |
| Pont-Péan                 | Saint-Erblon           | Démembrement                  | 4 juillet 1985 (Arrêté)         | 1er janvier 1986         |
| Le Tronchet               | Plerguer               | Démembrement                  | 5 juin 1953 (Arrêté)            | 5 juillet 1953           |
| Le Petit-Fougeray         | Chanteloup             | Démembrement                  | 5 septembre 1936 (Loi)          | 5 septembre 1936 (Loi)   |
| Rannée                    | La Guerche-de-Bretagne | Démembrement (rétablissement) | 10 février 1900 (Loi)           | 10 février 1900 (Loi)    |
| Crevin                    | Poligné                | Démembrement                  | 10 décembre 1889 (Loi)          | 10 décembre 1889 (Loi)   |
| Broualan                  | La Boussac             | Démembrement                  | 2 avril 1887 (Loi)              | 2 avril 1887 (Loi)       |
| La Richardais             | Pleurtuit              | Démembrement                  | 27 décembre 1880 (Loi)          | 27 décembre 1880 (Loi)   |
| La Dominelais             | Grand-Fougeray         | Démembrement                  | 9 décembre 1880 (Décret)        | 9 décembre 1880 (Décret) |
| Sainte-Anne               | Grand-Fougeray         | Démembrement                  | 9 décembre 1880 (Décret)        | 9 décembre 1880 (Décret) |
| Teillay                   | Ercé-en-Lamée          | Démembrement                  | 8 avril 1878 (Loi)              | 8 avril 1878 (Loi)       |
| La Chapelle-Saint-Melaine | Brain                  | Démembrement                  | 20 décembre 1875 (Loi)          | 20 décembre 1875 (Loi)   |
| Bovel                     | Maure                  | Démembrement                  | 1872                            | 1872                     |
| Sainte-Marie              | Bains                  | Démembrement                  | 1872                            | 1872                     |
| La Noë-Blanche            | Messac                 | Démembrement                  | 3 mai 1852 (Loi)                | 3 mai 1852 (Loi)         |
| La Ville-ès-Nonais        | Saint-Suliac           | Démembrement                  | 20 juillet 1850 (Loi)           | 20 juillet 1850 (Loi)    |
| Le Minihic-sur-Rance      | Pleurtuit              | Démembrement (rétablissement) | 28 juillet 1849 (Loi)           | 28 juillet 1849 (Loi)    |
| Les Brulais               | Comblessac             | Démembrement                  | 1790                            | 1790                     |
| La Chapelle-Thouarault    | Mordelles              | Démembrement                  | 1790                            | 1790                     |
| Mondevert                 | Erbrée                 | Démembrement                  | 1790                            | 1790                     |
| Muel                      | Gaël                   | Démembrement                  | 1790                            | 1790                     |
| Saint-Melaine             | Saint-Jean-sur-Vilaine | Démembrement                  | 1790                            | 1790                     |
| Saint-Péran               | Paimpont               | Démembrement                  | 1790                            | 1790                     |
| Trimer                    | Tinténiac              | Démembrement                  | 1790                            | 1790                     |
| Le Verger                 | Talensac               | Démembrement                  | 1790                            | 1790                     |

## Modifications de nom officiel
| Ancien nom                | Nouveau nom                   | Date (et nature) de la décision                                        |
| ------------------------- | ----------------------------- | ---------------------------------------------------------------------- |
| Sougéal                   | Sougeal                       | 30 décembre 2021 (Décret)                                              |
| Saint-Père                | Saint-Père-Marc-en-Poulet     | 5 novembre 2018 (Décret)                                               |
| Hédé                      | Hédé-Bazouges                 | 22 mars 2011 (Décret)                                                  |
| Crévin                    | Crevin                        | 1er janvier 2005 (Date d'effet) Rectification d'une erreur par l'INSEE |
| Trans                     | Trans-la-Forêt                | 7 août 1996 (Décret)                                                   |
| Montauban                 | Montauban-de-Bretagne         | 6 novembre 1995 (Décret)                                               |
| Montfort                  | Montfort-sur-Meu              | 7 octobre 1993 (Décret)                                                |
| Rimoux                    | Rimou                         | 16 août 1989 (Décret)                                                  |
| La Chapelle-aux-Filzméens | La Chapelle-aux-Filtzméens    | 16 janvier 1985 (Décret)                                               |
| Thorigné-sur-Vilaine      | Thorigné-Fouillard            | 13 novembre 1984 (Décret)                                              |
| Sainte-Anne               | Sainte-Anne-sur-Vilaine       | 10 mars 1971 (Décret)                                                  |
| Le Sel                    | Le Sel-de-Bretagne            | 23 novembre 1967 (Décret)                                              |
| Bréal                     | Bréal-sous-Vitré              | 3 juin 1965 (Décret)                                                   |
| Saint-Ouen-de-la-Rouërie  | Saint-Ouen-la-Rouërie         | 19 août 1961 (Décret)                                                  |
| Brain                     | Brain-sur-Vilaine             | 9 octobre 1958 (Décret)                                                |
| Gennes                    | Gennes-sur-Seiche             | 9 octobre 1958 (Décret)                                                |
| Saint-Briac               | Saint-Briac-sur-Mer           | 29 avril 1939 (Décret)                                                 |
| Bruc                      | Bruc-sur-Aff                  | 1er avril 1939 (Décret)                                                |
| Maure                     | Maure-de-Bretagne             | 19 juillet 1928 (Décret)                                               |
| Saint-Malon               | Saint-Malon-sur-Mel           | 19 janvier 1927 (Décret)                                               |
| Saint-Onen                | Saint-Onen-la-Chapelle        | 30 novembre 1926 (Décret)                                              |
| Dol                       | Dol-de-Bretagne               | 4 décembre 1924 (Décret)                                               |
| Chasné                    | Chasné-sur-Illet              | 10 août 1924 (Décret)                                                  |
| Bains                     | Bains-sur-Oust                | 9 août 1923 (Décret)                                                   |
| Dinard-Saint-Énogat       | Dinard                        | 14 novembre 1921 (Décret)                                              |
| Cesson                    | Cesson-Sévigné                | 23 avril 1921 (Décret)                                                 |
| Vezin                     | Vezin-le-Coquet               | 6 décembre 1920 (Décret)                                               |
| Availles                  | Availles-sur-Seiche           | 20 août 1920 (Décret)                                                  |
| La Bosse                  | La Bosse-de-Bretagne          | 20 août 1920 (Décret)                                                  |
| Chartres                  | Chartres-de-Bretagne          | 20 août 1920 (Décret)                                                  |
| Forges                    | Forges-la-Forêt               | 20 août 1920 (Décret)                                                  |
| Livré                     | Livré-sur-Changeon            | 20 août 1920 (Décret)                                                  |
| Mézières                  | Mézières-sur-Couesnon         | 20 août 1920 (Décret)                                                  |
| Parthenay                 | Parthenay-de-Bretagne         | 20 août 1920 (Décret)                                                  |
| Piré                      | Piré-sur-Seiche               | 20 août 1920 (Décret)                                                  |
| Plélan                    | Plélan-le-Grand               | 20 août 1920 (Décret)                                                  |
| Pocé                      | Pocé-les-Bois                 | 20 août 1920 (Décret)                                                  |
| Saint-Léger               | Saint-Léger-des-Prés          | 20 août 1920 (Décret)                                                  |
| Saint-Servan              | Saint-Servan-sur-Mer          | 20 août 1920 (Décret)                                                  |
| Servon                    | Servon-sur-Vilaine            | 20 août 1920 (Décret)                                                  |
| Sixt                      | Sixt-sur-Aff                  | 20 août 1920 (Décret)                                                  |
| Le Theil                  | Le Theil-de-Bretagne          | 20 août 1920 (Décret)                                                  |
| Thorigné                  | Thorigné-sur-Vilaine          | 20 août 1920 (Décret)                                                  |
| Vern                      | Vern-sur-Seiche               | 20 août 1920 (Décret)                                                  |
| Saint-Méen                | Saint-Méen-le-Grand           | 1er juillet 1918 (Décret)                                              |
| Izé                       | Val-d'Izé                     | 6 août 1908 (Décret)                                                   |
| Bain                      | Bain-de-Bretagne              | 19 octobre 1894 (Décret)                                               |
| Châteauneuf               | Châteauneuf-d'Ille-et-Vilaine | 22 janvier 1890 (Décret)                                               |
| La Guerche                | La Guerche-de-Bretagne        | 12 décembre 1889 (Décret)                                              |
| Argentré                  | Argentré-du-Plessis           | 19 février 1889 (Décret)                                               |
| Sens                      | Sens-de-Bretagne              | 3 décembre 1888 (Décret)                                               |
| Le Vivier                 | Le Vivier-sur-Mer             | 3 décembre 1888 (Décret)                                               |
| Saint-Énogat              | Dinard-Saint-Énogat           | 21 juillet 1879 (Décret)                                               |
| Arbressec                 | Arbrissel                     | septembre 1865 (Décret)                                                |
| Bréal                     | Bréal-sous-Montfort           | 1860 ?                                                                 |
| Broons                    | Broons-sur-Vilaine            | 1860 ?                                                                 |
| Chienné                   | Saint-Georges-de-Chesné       | 16 février 1859 (Décret)                                               |
| Fougeray                  | Grand-Fougeray                | 30 mai 1847 (Ordonnance)                                               |

## Modifications de limites communales
Les modifications des limites communales décidées par arrêtés préfectoraux ne sont pas répertoriées dans le Journal officiel ni dans le Bulletin officiel.
| La commune de ...                              | ... cède du territoire à la commune de ...     | Précisions                                                                         | Date (et nature) de la décision |
| ---------------------------------------------- | ---------------------------------------------- | ---------------------------------------------------------------------------------- | ------------------------------- |
| Domloup                                        | Nouvoitou                                      | Superficie de 1 ha 29 a                                                            | 28 septembre 2018 (Décret)      |
| Mouais (Département de Loire-Atlantique)       | Grand-Fougeray                                 | Superficie de 43 ha 30 a                                                           | 28 septembre 2018 (Décret)      |
| Grand-Fougeray                                 | Mouais (Département de Loire-Atlantique)       | Superficie de 43 ha 50 a                                                           | 28 septembre 2018 (Décret)      |
| Pacé                                           | L'Hermitage                                    | Superficie de 9 ha 2 a 59 ca                                                       | 4 novembre 2008 (Décret)        |
| Noyal-sur-Vilaine                              | Domloup                                        | 6 habitants Superficie de 36 ha 24 a 5 ca                                          | 16 novembre 2001 (Arrêté)       |
| Fougères                                       | Lécousse                                       | Superficie de 1 ha 46 a 30 ca                                                      | 28 février 2000 (Décret)        |
| Pacé                                           | L'Hermitage                                    | 8 habitants Superficie de 17 ha 92 a 2 ca                                          | 21 février 1995 (Décret)        |
| Montgermont                                    | Saint-Grégoire                                 | 7 habitants                                                                        | 4 juin 1993 (Arrêté)            |
| Domloup                                        | Châteaugiron                                   | 2 habitants                                                                        | 6 septembre 1984 (Arrêté)       |
| Noyal-sur-Vilaine                              | Châteaugiron                                   | 8 habitants                                                                        | 6 septembre 1984 (Arrêté)       |
| Pocé-les-Bois                                  | Vitré                                          | 2 habitants                                                                        | 4 décembre 1992 (Arrêté)        |
| Redon                                          | Saint-Perreux (Département du Morbihan)        | Superficie de 3 ha 6 a 50 ca                                                       | 20 octobre 1983 (Décret)        |
| Saint-Perreux (Département du Morbihan)        | Redon                                          | Superficie de 1 ha 92 a 50 ca                                                      | 20 octobre 1983 (Décret)        |
| Saint-Perreux (Département du Morbihan)        | Bains-sur-Oust                                 | Superficie de 59 a 40 ca                                                           | 20 octobre 1983 (Décret)        |
| Liffré                                         | Thorigné-sur-Vilaine                           | Agglomération de Fouillard 1 583 habitants Superficie de 685 ha 60 a 86 ca         | 4 décembre 1981 (Décret)        |
| Noyal-sur-Vilaine                              | Châteaugiron                                   | Quartier dit de "Bas-Noyal"                                                        | 1971 ?                          |
| Domloup                                        | Châteaugiron                                   | Quartier dit de "Bellevue"                                                         | 1971 ?                          |
| La Chapelle-Janson                             | La Selle-en-Luitré                             | Hameaux de la Boussardière, la Petite-Boussardière, et la Colfordière 19 habitants | 28 juillet 1965 (Décret)        |
| Luitré                                         | La Selle-en-Luitré                             | 17 habitants                                                                       | 12 février 1965 (Arrêté)        |
| Vezin-le-Coquet                                | Rennes                                         | Superficie de 24 ha 14 a 94 ca                                                     | 9 janvier 1954 (Décret)         |
| Saint-Servan-sur-Mer                           | Saint-Malo                                     | Superficie de 1 ha 56 a                                                            | 30 septembre 1953 (Décret)      |
| Beaucé                                         | Fougères                                       |                                                                                    | 18 mars 1953 (Décret) ,         |
| Laignelet                                      | Fougères                                       |                                                                                    | 18 mars 1953 (Décret) ,         |
| Lécousse                                       | Fougères                                       |                                                                                    | 18 mars 1953 (Décret) ,         |
| Saint-Malo Saint-Servan                        | Saint-Servan Saint-Malo                        |                                                                                    | 29 décembre 1911 (Loi)          |
| Le Sel                                         | La Bosse                                       | Section de Pouchard                                                                | 8 septembre 1886 (Décret)       |
| Pléchâtel                                      | Bain                                           |                                                                                    | 6 juillet 1881 (Décret)         |
| Noyal-sur-Vilaine                              | Servon                                         | Section du Gué-de-Servon                                                           | 17 avril 1867 (Loi)             |
| Saint-Malo Saint-Servan                        | Saint-Servan Saint-Malo                        |                                                                                    | 13 décembre 1862 (Décret)       |
| Fougeray                                       | Sion (Département de Loire-Inférieure)         |                                                                                    | 30 juillet 1847 (Ordonnance)    |
| Tinténiac Québriac                             | Québriac Tinténiac                             | Enclaves                                                                           | 11 mai 1836 (Loi)               |
| Guitté (Département des Côtes-du-Nord) Médréac | Médréac Guitté (Département des Côtes-du-Nord) |                                                                                    | 25 mai 1835 (Loi)               |
| La Chapelle-Chaussée Langouet                  | Langouet La Chapelle-Chaussée                  |                                                                                    | 29 mai 1834 (Loi)               |

## Communes associées
Liste des communes ayant, ou ayant eu (en italique), à la suite d'une fusion, le statut de commune associée.
| Nom de la commune  | Code INSEE | Fusion-association                     | Fusion-association | Fusion-association        | Fusion-association                       | D - Défusion ou F - transformation de l'association en fusion simple | D - Défusion ou F - transformation de l'association en fusion simple | D - Défusion ou F - transformation de l'association en fusion simple |
| Nom de la commune  | Code INSEE | date de la décision                    | date d'effet       | commune absorbante        | nom de la commune résultant de la fusion | D/F                                                                  | date de la décision                                                  | date d'effet                                                         |
| ------------------ | ---------- | -------------------------------------- | ------------------ | ------------------------- | ---------------------------------------- | -------------------------------------------------------------------- | -------------------------------------------------------------------- | -------------------------------------------------------------------- |
| Brain-sur-Vilaine  | 35036      | Arrêté préfectoral du 18 juin 1976     | 1er juillet 1976   | La Chapelle-Saint-Melaine | La Chapelle-de-Brain                     |                                                                      |                                                                      |                                                                      |
| Broons-sur-Vilaine | 35043      | Arrêté préfectoral du 22 mars 1973     | 1er avril 1973     | Châteaubourg              | Châteaubourg                             | F                                                                    | Arrêté préfectoral du 5 avril 2013                                   | 1er janvier 2014                                                     |
| Saint-Melaine      | 35298      | Arrêté préfectoral du 22 mars 1973     | 1er avril 1973     | Châteaubourg              | Châteaubourg                             | F                                                                    | Arrêté préfectoral du 5 avril 2013                                   | 1er janvier 2014                                                     |
| Chaumeré           | 35074      | Arrêté préfectoral du 18 décembre 1973 | 1er janvier 1974   | Domagné                   | Domagné                                  |                                                                      |                                                                      |                                                                      |
| Bazouges-sous-Hédé | 35020      | Arrêté préfectoral du 25 juin 1973     | 1er juillet 1973   | Hédé                      | Hédé                                     | F                                                                    | Arrêté préfectoral du 21 avril 2009                                  | 1er juin 2009                                                        |
| Saint-Symphorien   | 35317      | Arrêté préfectoral du 25 juin 1973     | 1er juillet 1973   | Hédé                      | Hédé                                     | D                                                                    | Arrêté préfectoral du 12 mars 2007                                   | 1er janvier 2008                                                     |